# فرودگاه بین‌المللی شنینگ تخین
فرودگاه بین‌المللی شنینگ تخین (به انگلیسی: Shenyang Taoxian International Airport) یک فرودگاه همگانی مسافربری با کد یاتا SHE است که یک باند فرود بتن دارد و طول باند آن ۳۲۰۰ متر است. این فرودگاه در کشور چین قرار دارد و در ارتفاع ۶۰ متری از سطح دریا واقع شده‌است.

## شرکت‌های هواپیمایی و مقصدهای پروازی

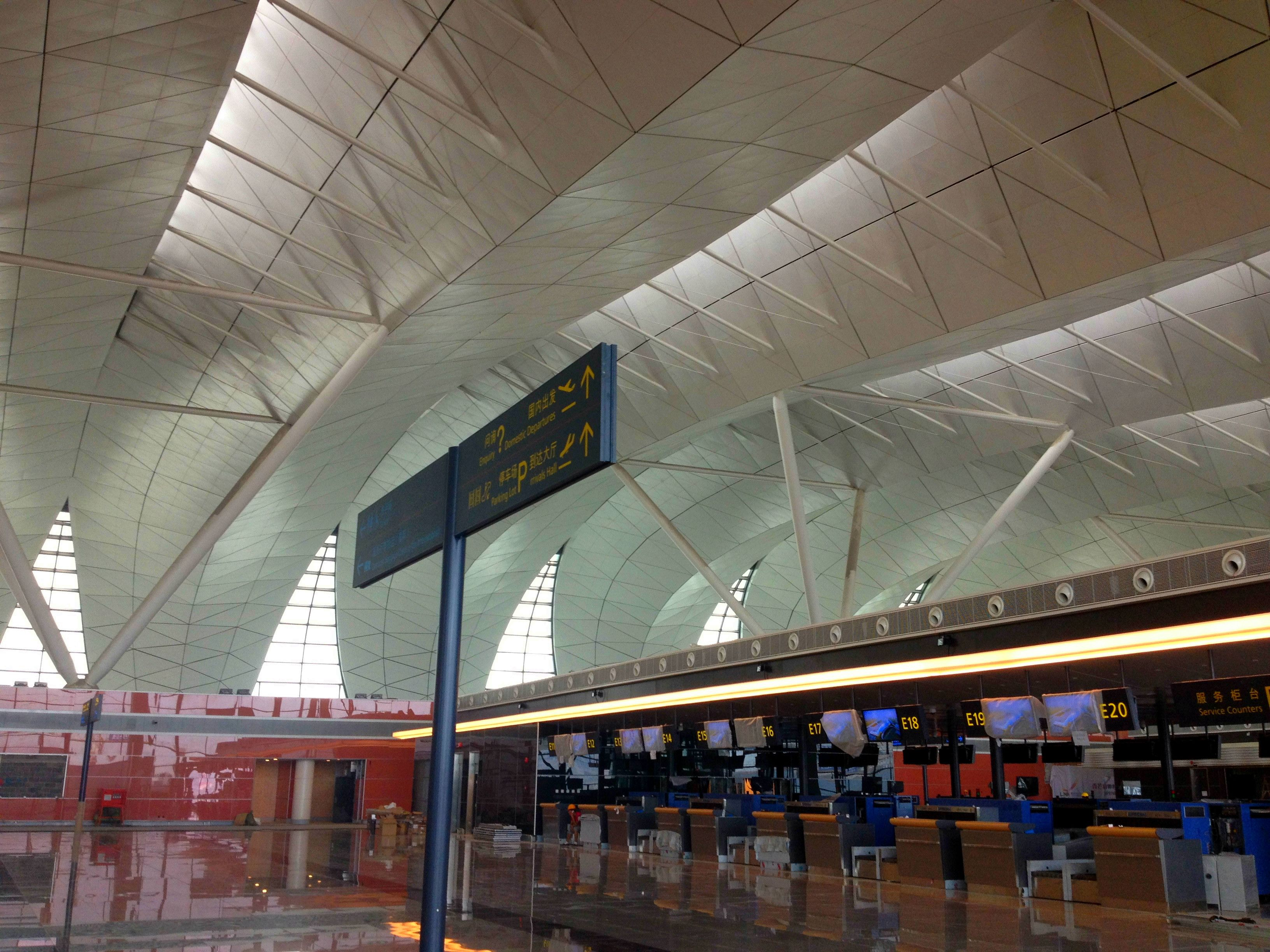
Main hall interior

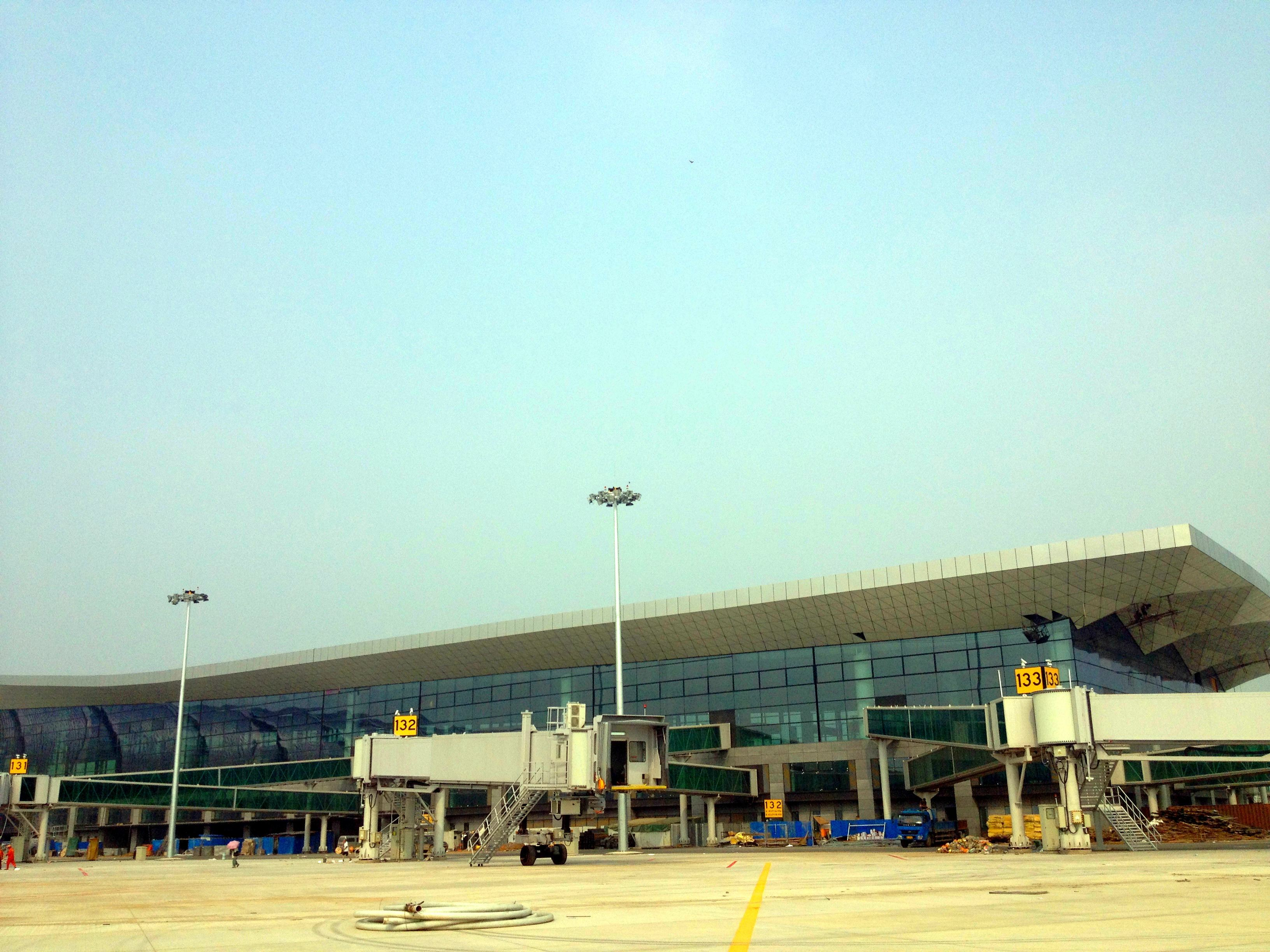
Apron view

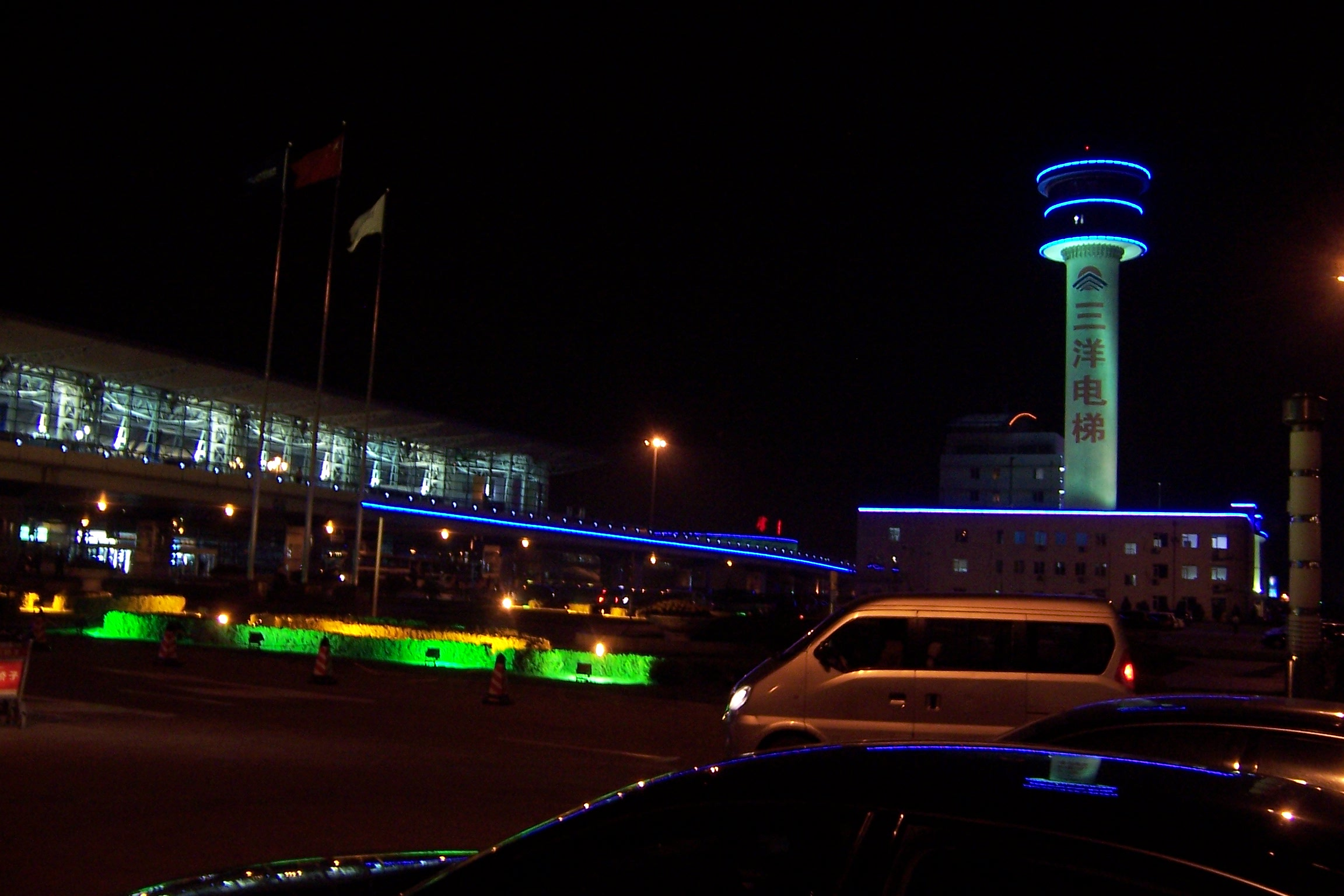
Neon-based exterior and control tower

### مسافری
| شرکت‌های هواپیمایی                             | مقصدهای پروازی |
| --------------------------------------------- | --- |
| ایر چاینا                                     | پکن، چنگدو شوانگلیو، کونمینگ چانگشوی |
| ایر کریو                                      | چارتر: سونان |
| ایر ماکائو                                    | ماکائو |
| آل نیپون ایرویز                               | ناریتا |
| اژیا آتلانتیک ایرلاینز                        | سووارنابومی، پوکت |
| آسیانا ایرلاینز                               | گیمهی |
| بیجینگ کپیتال ایرلاینز                        | لیجیانگ سانی، ملبورن, ناها, کانزای, کینگدائو لیوتینگ شیاژونگ ژنگدینگ، شیزوکا |
| Chengdu Airlines                              | چنگدو شوانگلیو، جینینگ کوفو، لیانیونگانگ بایتابو |
| هواپیمایی شرقی چین                            | هفئی ژینگیاو، جینینگ کوفو, کونمینگ چانگشوی، نانجینگ لوکو، نینگبو لیشه، کینگدائو لیوتینگ، شانگهای پودنگ، چانگی سنگاپور، سانن شوفانگ، ووهان تیانهه، شی‌آن شیان‌یانگ، یانچنگ نانیانگ، یانتای چائوشوی، ژان‌جیانگ |
| هواپیمایی شرقی چین اجرا توسط شانگهای ایرلاینز | شانگهای هونگچیائو، شانگهای پودنگ |
| هواپیمایی جنوبی چین                           | سووارنابومی، بائوتو ارلیبان، بیهای فوچنگ، پکن، گیمهی، چانگ‌بایشان، چانگشا هوانگهوا، چانگجو بنیو، چنگدو شوانگلیو، چنگچینگ ییانگبی، بایون گوآنگجو، گایلین لیانگ‌جیانگ، لانگ‌دونگ‌بائو گوئی‌یانگ، هایکو میلان، هانگجو ژیاشان، هوهوت بایتا، هنگ کنگ، ججو، جینان یاکیانگ، جیشی شینکاهو، کونمینگ چانگشوی، لانجو ژنگچوان، چوبو سنترایر، نانچانگ چانگبی، نانجینگ لوکو، نانینگ ووژو، کانزای، کینگدائو لیوتینگ، سانیا فونیکس، اینچئون، شانگهای پودنگ، جییانگوشان، شنژن بن، شیاژونگ ژنگدینگ، چانگی سنگاپور، تائویوان تایوان، ووسو تائی‌یوان، ناریتا، اورومچی دیووپو، ووهان تیانهه، شی‌آن شیان‌یانگ، زیامن گائوچی، یانتای چائوشوی، یینچوان هیدونگ، ایوو، Zhangjiajie، ژنگژو سین‌ژنگ، زوهای سانزاهو |
| Donghai Airlines                              | شنژن بن |
| ایستار جت                                     | چارتر: چئونگ‌جو |
| گارودا ایندونزیا                              | چارتر فصلی: انگوراه رای |
| هاینان ایرلاینز                               | بایون گوآنگجو، هایکو میلان، هانگجو ژیاشان، جینان یاکیانگ، شنژن بن، اورومچی دیووپو، Weifang، زیامن گائوچی |
| Hongtu Airlines                               | هفئی ژینگیاو، کونمینگ چانگشوی |
| ایر آئرو                                      | چارتر: ایرکوتسک |
| جونیائو ایرلاینز                              | سووارنابومی، بیهای فوچنگ، نانجینگ لوکو، شانگهای پودنگ |
| کورین ایر                                     | اینچئون |
| مندرین ایرلاینز                               | تائویوان تایوان |
| نوک‌اسکوت                                      | دن موئنگ |
| اوکی ایرویز                                   | چانگشا هوانگهوا، نانجینگ لوکو، کینگدائو لیوتینگ، تیانجین بینهای، یانجی چائویانگ‌چون |
| Scoot                                         | چانگی سنگاپور |
| شاندونگ ایرلاینز                              | چنگچینگ ییانگبی، جینان یاکیانگ، کینگدائو لیوتینگ، زیامن گائوچی |
| شنژن ایرلاینز                                 | چانگشا هوانگهوا، چنگدو شوانگلیو، چنگچینگ ییانگبی، فوژو چنگل، بایون گوآنگجو، گایلین لیانگ‌جیانگ، هایکو میلان، هانگجو ژیاشان، هفئی ژینگیاو، هوهوت بایتا، کونمینگ چانگشوی، لینی شابولینگ، نانچانگ چانگبی، نانجینگ لوکو، نانینگ ووژو، نانتونگ زینگدونگ، کوانژو جینجیانگ، سانیا فونیکس، شانگهای پودنگ، شنژن بن، تائویوان تایوان، ووسو تائی‌یوان، ونچو یونگچیانگ، ووهان تیانهه، سانن شوفانگ، زیامن گائوچی، شی‌آن شیان‌یانگ، سینینگ کائوجیابو، یانتای چائوشوی، یانگژو تایژو، ژنگژو سین‌ژنگ، زوهای سانزاهو |
| سیچوان ایرلاینز                               | چانگشا هوانگهوا، چنگدو شوانگلیو، چنگچینگ ییانگبی، کونمینگ چانگشوی، نینگبو لیشه، اوردوس ایجین هورو، سانیا فونیکس، ووسو تائی‌یوان، ونکوور، سوژو گئوانئین |
| اسپرینگ ایرلاینز                              | سووارنابومی، چنگچینگ ییانگبی، گایلین لیانگ‌جیانگ، هانگجو ژیاشان، ججو، کونمینگ چانگشوی، لانجو ژنگچوان, لویانگ بیجیائو، Mianyang، نانجینگ لوکو، شانگهای پودنگ، شنژن بن، شیاژونگ ژنگدینگ، شی‌آن شیان‌یانگ، Zhangjiajie، ژانگجیاکو |
| تای ایرآسیا ایکس                              | چارتر: دن موئنگ |
| تیانجین ایرلاینز                              | چایفنگ ایولونگ، هوهوت بایتا، جیاموسی دنگجیاو، مودانجیانگ هایلانگ، تیانجین بینهای، شی‌آن شیان‌یانگ |
| Uni Air                                       | تائویوان تایوان |
| ویتنام ایرلاینز                               | چارتر: کام رانح |
| وست ایر                                       | چنگچینگ ییانگبی، هفئی ژینگیاو |
| ژیامن ایرلاینز                                | چانگشا هوانگهوا، فوژو چنگل، هانگجو ژیاشان، جینان یاکیانگ، نانجینگ لوکو، نانینگ ووژو، کینگدائو لیوتینگ، شنژن بن، زیامن گائوچی |

### باری
| شرکت‌های هواپیمایی    | مقصدهای پروازی                                             |
| -------------------- | ---------------------------------------------------------- |
| چاینا پستال ایرلاینز | دالیان ژووشویزی، داندونگ لنگتو، شانگهای هونگچیائو، Weifang |
| لوفت‌هانزا کارگو      | فرانکفورت، کراسنویارسک چرمشانکا، ناریتا                    |